# Lagidium ahuacaense
Lagidium ahuacaense — грызун из рода горных вискачей (Lagidium), обитающий на юге Эквадора. Впервые был отмечен в 2005 году и научно описан в 2009 году, он обитает более чем в 500 км к северу от ближайшей ранее известной популяции горных вискач в центральном Перу. Известна только одна популяция, населяющая скалистые места обитания на Серро-Эль-Ауака, изолированной гранитной горе на юге Эквадора, и осталось всего несколько десятков особей. Виду угрожают пожары и выпас скота, и первооткрыватели рекомендовали оценить его охранный статус как находящийся под угрозой исчезновения.

## Таксономия
L. ahuacaense впервые была обнаружена в июле 2005 году, когда единственная известная популяция была найдена на  Серро-Эль-Ауака, Эквадор:273, на расстоянии более 500 км к северу от самой северной ранее известной популяции горных вискач (Lagidium) в центральном Перу:42. Находка была опубликована в кратком сообщении 2006 года Флорианом Вернером, Каримом Ледесма и Родриго Идальго, которые предварительно определили популяцию как представляющую перуанский вид Lagidium peruanum, но не исключили возможность того, что она может представлять отдельный вид:273. Три года спустя Ледесма, Вернер, Анхель Споторно и Луис Албужа описали популяцию как новый вид, Lagidium ahuacaense, на основании Морфология (биология)морфологических различий и различий в последовательностях ДНК:41. Видовое название, ahuacaense восходит к названию горы Серро-де-Ауака. Они предложили английское общее название «Эквадорская горная вискаша»:47.
L. ahuacaense — четвёртый описанный вид рода Lagidium после L. peruanum, L. viscacia и L. wolffsohni из центральных и южных Анд, хотя в конечном итоге среди L. peruanum и L. viscacia могут быть обнаружены другие новые виды. В то время как  L. wolffsohni слабо дифференцированна от L. viscacia, и её  статус может быть в дальнейшем понижен до подвидового:52. Род Lagidium вместе с равнинной вискачей (Lagostomus maximus) и шиншиллами (Chinchilla) образует семейство грызунов Chinchillidae:42.  В пределах этого рода L. ahuacaense отличается по крайней мере на 7,9% от всех других видов по последовательностями ДНК митохондриального гена цитохрома b. Кладистический анализ поместил эквадорский вид в базальную сестринскую группу по отношению ко всем другим видам Lagidium, хотя это ветвление не имело высокой статистической поддержки. Морфометрический анализ также подтвердил, что эквадорская популяция отличается от других видов Lagidium:45. 

## Описание
L. ahuacaense — вискача среднего размера, с пушистым серо-коричневым мехом:49 и очень длинным хвостом:45.  По середине спины проходит черная полоса. Толстые длинные мистициальные вибриссы (над ртом) в основном темно-коричневые, а несколько надбровных вибрисс (над глазами) также толстые и коричневые. Уши покрыты темной кожей. Брюхо кремово-белое. Передние лапы покрыты коричневым мехом и намного короче задних, которые частично покрыты смесью коричневых и кремовых волос, а частично - темно-коричневыми. И на передних, и на задних лапах по четыре пальца, которые заканчиваются маленькими изогнутыми когтями, и по три черных подушечки:49. Нижние поверхности кистей и стоп голые (без волос):47.  Хвост опушен, волосы на верхней стороне длиннее, чем на нижней. Верхняя сторона серо-коричневая у основания, от светло-коричневого до коричневого с примесью кремового посередине и красновато-коричневого цвета на кончике, а нижняя сторона тёмно-коричневая:49. У единственного измеренного образца длина тела составляет 403 мм, длина хвоста - 400 мм, длина стопы - 85 мм, длина ушей - 60 мм  и масса тела 2,03 кг:T. 1. 
Череп длинный и компактный. Предчелюстные кости немного выступают перед верхними резцами, а скуловые дуги широкие. Шов между предчелюстной и лобной костями более сильнее изогнут, чем у L. peruanum, а рострум (передняя часть черепа) шире, а межглазничная область уже, чем у L. viscacia и L. wolffsohni:49.  Резцовые отверстия (отверстия в передней части неба) длинные и узкие. Небо расширяется до точки, близкой к третьему верхнему коренному зубу:50. Стороны мезоптеригоидной ямки (отверстие за задним краем неба) расходятся сильнее, чем у других видов Lagidium:49. Нижняя челюсть мощная. Зубная формула {\displaystyle I{1 \over 1}C{0 \over 0}P{1 \over 1}M{3 \over 3}=20}  (один резец, один премоляр и три коренных зуба с каждой стороны верхней и нижней челюстей). Резцы большие, белые, с четкой бороздкой. Моляры с низкой коронкой и без корней (то есть растут непрерывно):50.

## Экология и природоохранный статус
L. ahuacaense известен только из Серро-эль-Ауака, крутой гранитной изолированной горы рядом с Кариаманга в провинции Лоха на юге Эквадора, где этот вид встречается на высоте от 1950 до 2480 м, но только вблизи скальных образований:47. Среди растительности преобладает патока (Melinis minutiflora):271.  Они едят растения, и следы их кормления видны на склонах Серро-эль-Ауака:272.  Их местообитания занимает площадь всего около 120 га, и общая популяция там не может быть более нескольких десятков особей:53. За исключением некоторых небольших скал вблизи Серро-эль-Ауака, никакая близлежащая среда обитания не подходит:273-274, но другие популяции могут существовать в других местах на юге Эквадора или в соседнем северном Перу:53. 
Этому виду угрожают пожары, используемые для поддержания посевов поблизости, которые часто выходят из-под контроля и разрушают часть среды обитания вискачи на Серро-эль-Ауака, а также из-за конкуренции за пищу в связи с перевыпасом крупного рогатого скота. Однако местным жителям этот вид неизвестен, и на него не ведется охота:273. Ввиду небольшого ареала и небольшой популяции Ледесма и коллеги рекомендовали оценить этот вид как находящийся под угрозой исчезновения в соответствии с критериями Красного списка МСОП и рекомендовали немедленные меры по сохранению для защиты популяции Серро-эль-Ахуака и дальнейшие исследования ее биологии:54. 